# Гілево (Новосибірська область)
Гілево (рос. Гилево) — присілок у Іскітимському районі Новосибірської області Російської Федерації.
Входить до складу муніципального утворення Гільовська сільрада. Населення становить 108 осіб (2010).

## Історія
Згідно із законом від 2 червня 2004 року органом місцевого самоврядування є Гільовська сільрада.

## Населення
| 2002 | 2007 | 2010 |
| ---- | ---- | ---- |
| 159  | ↗165 | ↘108 |